# Comusia fumifera
Comusia fumifera là một loài bọ cánh cứng trong họ Cerambycidae.